# ويليام دونر
ويليام دونر (بالإنجليزية: William Donner)‏ هو شخصية أعمال أمريكي، ولد في 1864، وتوفي في 1953.